# Andrew Noel Schofield
Andrew Noel Schofield FREng (Cambridge, 1 de novembro de 1930 – 27 de janeiro de 2025) foi um engenheiro civil britânico especialista em mecânica dos solos, professor emérito de engenharia geotécnica da Universidade de Cambridge.

## Vida
Schofield nasceu em 1 de novembro de 1930 em Cambridge, filho do reverendo John Noel Schofield e Winifred Jane Mary Eyles. Casou com Margaret Eileen Green em 1961  (Black 2010). Aposentou-se na Cambridge University em 1997. Andrew morreu no dia 27 de janeiro de 2025

## Carreira
Andrew Schofield estudou engenharia com graduação no Christ’s College da Universidade de Cambridge em 1951 (Schofield 2005). Trabalhou então no escritório Scott and Wilson Ltd. no Protetorado da Niassalândia, África (atual Malawi), onde efetuou pesquisas sobre solos lateríticos e construção de estradas de baixo custo.(Rowe 1980). Retornou para a Universidade de Cambridge para trabalhar com o professor Kenneth Harry Roscoe em seu PhD, que completou em 1961 (Rowe 1980). Tornou-se Assistant Lecturer em 1961 e eleito fellow do Churchill College da Universidade de Cambridge em 1963.(Schofield 2005) Foi eleito fellow da Royal Academy of Engineering em 1986.
Publicou com Kenneth Harry Roscoe e Peter Wroth em 1958 o livro "On the Yielding of Soils", que mostrou como a teoria do fluxo da plasticidade e a mecânica dos sólidos do estado crítico podem ser aplicadas para descrever como o acoplamento entre o comportamento volumétrico e cisalhante dos solos (Roscoe, Schofield & Wroth 1958) levou ao desenvolvimento de um modelo constitutivo conhecido como 'Cam Clay' que foi formalizado no texto clássico de (Schofield & Wroth 1968).
Schofield foi influenciado por publicações sobre o modelo centrífugo geotécnico por G.I. Pokrovsky na União Soviética (Schofield 2005) para estudar problemas de engenharia geotécnica e mecânica dos solos.

## Publicações selecionadas
- Roscoe, K. H.; Schofield, A. N.; Wroth, C. P. (1958), «On the Yielding of Soils», Geotechnique, 8, pp. 22–53
- Schofield, A. N.; Wroth, C. P. (1968), Critical State Soil Mechanics, ISBN 978-0641940484, McGraw-Hill
- Schofield, A. N. (2005), Disturbed soil properties and geotechnical design, ISBN 978-0727729828, Thomas Telford
- Schofield, A. N. (1980), «Cambridge geotechnical centrifuge operations», Geotechnique, 30 (3), pp. 227–268, ISSN: 0016-8505, E-ISSN: 1751-7656

1. ↑  Andrew Noel Schofield (em inglês) no Mathematics Genealogy Project
2. 1 2 3  «List of Fellows»

- Rowe, P.W. (1980), «The Rankine Lecture», Geotechnique, 30 (3)
- Schofield, A. N. (2005), Disturbed soil properties and geotechnical design, ISBN 978-0727729828, Thomas Telford
- Black, A & C (2010), Who's Who 2011, ISBN 9780199572151, Oxford University Press